# کوه‌زایی کالدونین

موقعیت شاخه‌های مختلف کمربندهای کالدونین/آکادین در پایان کوه‌زایی کالدونین در دوونین پیشین.

کوه‌زایی کالدونین (انگلیسی: Caledonian orogeny) یک فاز کوه‌زایی است که در بخش‌های شمالی جزیره ایرلند و بریتانیای کبیر، رشته‌کوه اسکاندیناوی، سوالبارد کوه‌های گرینلند شرقی و بخش‌هایی از شمال اروپای مرکزی روی داده است.
کوه‌زایی کالدونین (درست‌تر در فارسی: کالدونی) شامل رویدادهایی است که از اردویسین تا اوایل دوونین از ۴۹۰ تا ۳۹۰ میلیون سال پیش به طول انجامیده است. این کوه‌زایی بر اثر بسته شدن اقیانوس یاپتوس و برخورد قاره‌ها و نواحی لورنتیا، بالتیکا و آوالونیا پدید آمد.